# Székely von Kövend

Das Allianzwappen der Székely/Zekel-Széchy von Zacharias Bartsch, Steiermärkisches Wappenbuch von 1567

Die Székely von Kövend waren ein ungarisch-österreichisches Adelsgeschlecht und stammten ursprünglich aus Siebenbürgen. Abkömmlinge der Familie ließen sich zu Ende des 15. Jahrhunderts in der Steiermark nieder und nannten sich fortan "Zekel". Später bezeichneten sie sich auch nach ihrer neuen untersteirischen Grundherrschaft Friedau (ungarisch Ormosd), (heute Ormož in Slowenien) als Freiherren von Friedau.

## Geschichte
Blasius (Blas) Székely, der Ahnvater des Geschlechtes, soll der Sage nach, durch seine Gemahlin, eine Tochter des walachischen Bojaren Johann Woik Buthi und seiner Gattin Elisabeth Morsinai, mit dem legendären ungarischen Feldherrn Johann (János) Hunyadi verschwägert gewesen sein. Am 5. September 1449 fiel Blasius im Kampf gegen den böhmischen Heerführer Johann Giskra von Brandeis bei Kaschau. Er hinterließ fünf Söhne und drei Töchter.
Jakob, der Stammvater der steirischen Linie, wurde als zweitjüngster Sohn des Blasius Székely um 1440 im siebenbürgischen Kövend geboren. Er brachte den Großteil seines Lebens im militärischen Dienst zu und kämpfte als ungarischer Heerführer zunächst für seinen Onkel Johann Hunyadi und später dann, für dessen Sohn, den ungarischen König Matthias Corvinus, seinen Vetter. Besonders hervor tat sich Jakob im Krieg gegen Kaiser Friedrich III., der länger als zehn Jahre tobte (1477–1490) und in dem er für die Stefanskrone die Städte Radkersburg und Pettau eroberte. Dafür wurde er von König Matthias zum Hauptmann dieser wichtigen Festungsorte bestellt und bekam noch etliche Grundherrschaften, wie Friedau und Schloss Ankenstein von ihm als Lehen zugesprochen.
Nach dem Tode des Königs Matthias (1490) folgte Jakob Székely zuerst dem Prinzen Johann Corvinus, zerwarf sich aber bald mit ihm und schloss sich nun den Habsburgern an. Kaiser Friedrich III. überließ ihm schließlich die Herrschaft Friedau um 24000 Gulden und König Maximilian bestätigte ihm 1494 diesen Besitz. Jakob übersiedelte nun ganz nach Friedau und deutschte seinen ungarischen Namen Székely ein, indem er den ersten und letzten Buchstaben strich und sich von nun an "Zekel" nannte.
Jakob war mit Margarethe, einer Tochter des Nikolaus (Miklós) Széchy von Oberlimbach (Felsölendva, heute Grad in Slowenien) verheiratet und hatte mit ihr zwei Söhne sowie sechs Töchter. Im Jahre 1504 verstarb er etwa 64-jährig auf seinem Schloss in Olsnitz (heute Murska Sobota in Slowenien). 

## Genealogie

### Stammliste
- Stammliste der Székely von Kövend

### Familienangehörige
- Jakob (* um 1440, † 1504), ungarischer und kaiserlicher Heerführer, Hauptmann der Städte Radkersburg und Pettau.
- Lukas (* 1500, † 1575), kaiserlicher Heerführer, Kommandant der gesamten Militärgrenze zwischen dem Adriatischen Meer und der Drau.